# Marchiazza
Il Marchiazza è un torrente del Piemonte che, dopo un breve tratto in provincia di Biella, bagna la provincia di Vercelli; è tributario del Torrente Cervo.

Il perimetro del suo bacino è di 67 km.

## Corso del torrente

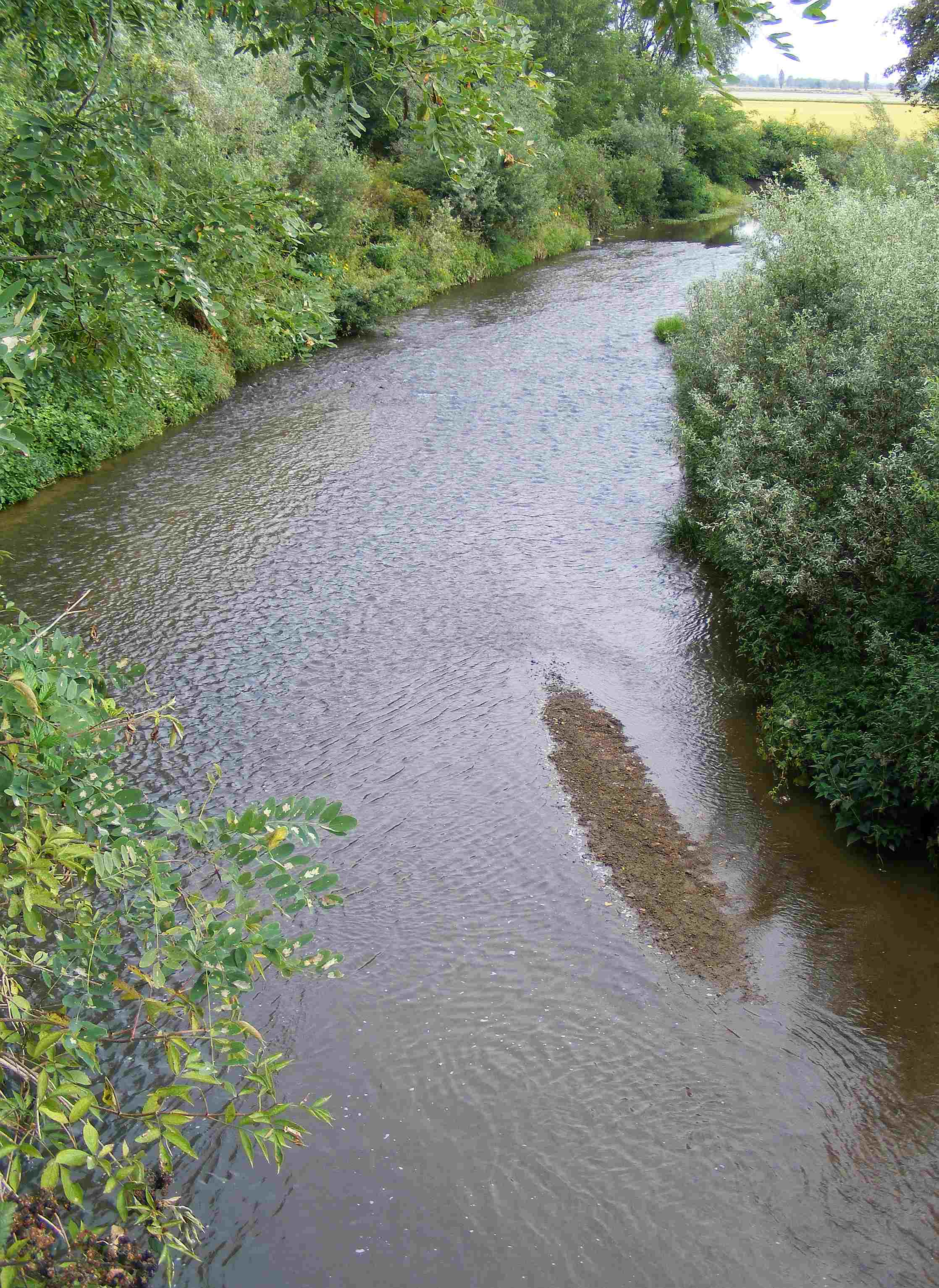
Il torrente tra Villarboit e Albano Vercellese

Il torrente si forma, nel punto in cui convergono i comuni di Sostegno, Lozzolo e Roasio, dalla confluenza di alcuni rami sorgentizi. Il più lungo di questi, il Rio della Moja, nasce attorno ai 600 m sul versante meridionale della Cima Frascheja (625 m).

Dopo aver sfiorato l'abitato di Lozzolo esce con andamento nord-sud dalle colline vercellesi; entrando in comune di Gattinara riceve da sinistra il suo più significativo affluente di origine naturale, il Rio della Marchiazzola. 
Attraversata l'area baraggiva entra poi nella pianura risicola e, ancora scendendo verso sud, bagna il territorio di vari comuni: Rovasenda, Lenta, Ghislarengo, Arborio, San Giacomo Vercellese e Greggio.
Sempre tra le risaie al confine tra Albano Vercellese e Villarboit viene sovrappassato con un ponte canale dal Canale Cavour; in questo lungo percorso di pianura il Marchiazza riceve l'apporto di alcuni canali irrigui e subisce numerose derivazioni, sempre a scopo agricolo. Dopo aver segnato per un certo tratto il confine tra Oldenico e Collobiano nel territorio di quest'ultimo comune confluisce nel Cervo, a quota 136,7. Per buona parte del proprio corso il torrente funge da confine tra i territori di molti tra i comuni sopra elencati.

## Principali affluenti
Il Marchiazza non ha affluenti significativi sulla destra idrografica perché per molti km scorre parallelo al Torrente Rovasenda, con la distanza che separa i due corsi d'acqua che scende anche sotto al km.
Da sinistra, oltre al già citato Rio della Marchiazzola che raccoglie le acque della collina di Gattinara, riceve alcuni corsi d'acqua semi-naturali tra cui la Roggia Dondoglio.

## Utilizzi e stato ambientale
Il torrente nel suo lungo percorso attraverso la pianura vercellese subisce numerosi prelievi idrici a scopo irriguo.
La sua portata non è però sufficiente per sostenere l'irrigazione di grossi comprensori agricoli e il regime idrologico è troppo discontinuo per garantire contributi idrici costanti nel corso dell'anno.
 
Nel tratto più a valle del Marchiazza sono presenti in quantità carpe, cavedani e persici reali, mentre sarebbero assenti i siluri.

Il monitoraggio dello stato ambientale (indice SACA) dava nel 2006 per entrambe le stazioni di monitoraggio di Rovasenda e di Collobiano un valore di "Sufficiente"